# マルクス・クラウディウス・マルケッルス (紀元前183年の執政官)
マルクス・クラウディウス・マルケッルス（ラテン語: Marcus Claudius Marcellus、？ - 紀元前169年？）は紀元前2世紀初頭の、共和政ローマの政務官。紀元前183年に執政官（コンスル）を務めた。

## 出自
マルケッルス家はクラウディウス氏族でもプレプス（平民）系で、アルネンシス区（トリブス（選挙区））に登録されており、パトリキ（貴族）系のクラウディウス氏族とは元々近く、マルケッルス家から最初の執政官が出た時でも、彼らのクリエンテス（被護者）であったのかもしれないが、後にハンニバルとの戦いで名を揚げた。マルケッルスのコグノーメン（家族名）は、プラエノーメン（個人名）のマルクスに由来するが、プルタルコスによれば、その語源はローマの軍神であるマルスである。マルケッルスのコグノーメンを最初に名乗ったのは、紀元前331年の執政官マルクス・クラウディウス・マルケッルスである。
カピトリヌスのファスティによれば、マルケッルスの父も祖父も、プラエノーメン（第一名、個人名）はマルクスである。

## 経歴
現存する資料の中には、マルケッルスの初出と思われる同名人物の記録が二つある。一つは紀元前188年のプラエトル・ウルバヌス（首都担当法務官）で、もう一人は紀元前185年の法務官である。このどちらかが、紀元前183年の執政官に選出されたが、何れかは不明である。
執政官となったマルケッルスと同僚のクィントゥス・ファビウス・ラベオは共にリグリアでの戦争を担当することになった。マルケッルスは後にガリア・キサルピナに転進し、紀元前181年に建設されたばかりの植民都市アクイレイアの近くに、ガリア人が移住してくることを阻止した。この部族は戦わずにアルプスに戻ることに同意したが、マルケッルスはガリア人の武器と財産を没収した。このためガリア人は元老院に苦情を訴えたが、これが認められてマルケッルスは没収した武器と財産を返さねばならなくなった。
この後、マルケッルスはイストリアでの戦争の許可を得たが、ローマに召喚され翌年の選挙を監督した。
紀元前182年、プロコンスル（前執政官）としてガリアでのインペリウム（軍事指揮権）を継続し、7000以上の同盟軍の増援を受けた。リグリアでは両執政官が勝利し、2000人のリグリア人がガリアにいる彼に降伏したため、元老院に指示を求めたところ、現場の執政官に任せるとの返事を受けた。
紀元前181年、元老院はリグリアで戦っていた前執政官ルキウス・アエミリウス・パウッルスを支援するように指示したが、既にマルケッルスは軍の指揮権を手放していた。
その後、古代の記録にマルクス・クラウディウス・マルケッルスの名前が三度登場するが、これが本記事のマルケッルスと同一人物か研究者の意見は一致していない。
紀元前173年には同姓同名人物が大使となってギリシアに派遣されている。デルフォイではアエトリア人の集会に参加して、対立する二つのグループの間の調停を行った。ペロポネソスではアカイア人の総会を招集し、彼らに対して「ローマ人のマケドニア王ペルセウスに対する憎悪を明らかにした」。
紀元前169年にも彼らしい人物が二度登場する。一人は第三次マケドニア戦争に出征した執政官クィントゥス・マルキウス・ピリップスのレガトゥス（軍団副官）であり。もうひとりはその年死亡した十人官の一人で、後継者にグナエウス・オクタウィウス (紀元前165年の執政官)が選出されている。これらの人物のどれもが、紀元前183年の執政官ではない可能性もある。

## 参考資料

### 古代の資料
- ウァレリウス・マクシムス『有名言行録』
- カピトリヌスのファスティ
- カッシウス・ディオ『ローマ史』
- ティトゥス・リウィウス『ローマ建国史』
- プルタルコス『対比列伝』

### 研究書
- Broughton R. Magistrates of the Roman Republic. - New York, 1951. - Vol. I. - P. 600.
- Münzer F. Claudii Marcelli // Paulys Realencyclopädie der classischen Altertumswissenschaft . - 1899. - T. IV, 1 . - P. 1358-1371.
- Münzer F. Claudius 223, 224 // Paulys Realencyclopädie der classischen Altertumswissenschaft . - 1899. - T. IV, 1 . - P. 2757-2758.